# Мошенський Анатолій Якович
Анатолій Якович Моше́нський (нар. 6 березня 1920, Олександрівськ) — український радянський архітектор; член Спілки архітекторів України. Заслужений архітектор УРСР з 1978 року.

## Біографія
Народився 6 березня 1920 року в місті Олександрівську (нині Запоріжжя, Україна). Упродовж 1938—1947 років навчався у Харківському інженерно-будівельному інституті.

## Споруди
- Кременчуцька гідроелектростанція (1956—1961);
- Київська гідроелектростанція (1961—1970);
- Київська гідроакумулююча електростанція (1961—1970);
- Канівська гідроелектростанція (1963—1973);
- Друга черга Дніпрогесу імені Володимира Леніна в Запоріжжі (1968—1980);
- житлові райони у містах Світловодську і Каневі.